# Herrera de los Navarros
Herrera de los Navarros è un comune spagnolo di 599 abitanti situato nella comunità autonoma dell'Aragona.